# 河蓬乡
河蓬乡，是中华人民共和国湖南省湘西土家族苗族自治州古丈县下辖的一个乡镇级行政单位。

## 行政区划
河蓬乡下辖以下地区：
河蓬社区、河蓬村、丫角山村、凤鸣村、岩寨村、官坪村、白洋溪村、沙坪村和苏家村。